# FA Cup 1948/49
Der FA Cup 1948/49 war die 68. Austragung des The Football Association Challenge Cup (meist als FA Cup bekannt).
Der Pokalwettbewerb startete mit der Qualifikation zwischen dem 4. September 1948 und dem 22. November 1948. Die Hauptrunde begann anschließend ab dem 27. November 1948 und endete mit dem Finale in Wembley in London am 30. April 1949 vor einer Kulisse von offiziell 98.920 Zuschauern. Sieger des Wettbewerbs wurden zum dritten Mal die Wolverhampton Wanderers. Unterlegener Finalist war Leicester City.

## Wettbewerb

### Erste Hauptrunde
| Datum             |                        | Ergebnis |                          |
| ----------------- | ---------------------- | -------- | ------------------------ |
| 27. November 1948 | Crewe Alexandra        | 5:0      | Billingham Synthonia     |
| 27. November 1948 | Crystal Palace         | 0:1      | Bristol City             |
| 27. November 1948 | FC Dartford            | 2:3      | Leyton Orient            |
| 27. November 1948 | Gainsborough Trinity   | 1:0      | Witton Albion            |
| 27. November 1948 | AFC Gateshead          | 3:0      | FC Netherfield           |
| 27. November 1948 | Hartlepools United     | 1:3      | FC Chester               |
| 27. November 1948 | Hull City              | 3:1      | Accrington Stanley       |
| 27. November 1948 | Kidderminster Harriers | 0:3      | Hereford United          |
| 27. November 1948 | Mansfield Town         | 4:0      | Gloucester City          |
| 27. November 1948 | FC Millwall            | 1:0      | Tooting & Mitcham United |
| 27. November 1948 | AFC New Brighton       | 1:0      | Carlisle United          |
| 27. November 1948 | AFC Newport County     | 3:1      | Brighton & Hove Albion   |
| 27. November 1948 | Northampton Town       | 2:1      | Dulwich Hamlet           |
| 27. November 1948 | Norwich City           | 1:0      | AFC Wellington           |
| 27. November 1948 | Notts County           | 2:1      | Port Vale                |
| 27. November 1948 | Peterborough United    | 0:1      | Torquay United           |
| 27. November 1948 | AFC Rochdale           | 1:1      | AFC Barrow               |
| 27. November 1948 | FC Southport           | 2:1      | FC Horden CW             |
| 27. November 1948 | Tranmere Rovers        | 1:3      | FC Darlington            |
| 27. November 1948 | FC Walsall             | 2:1      | Bristol Rovers           |
| 27. November 1948 | Walthamstow Avenue     | 3:2      | Cambridge Town           |
| 27. November 1948 | FC Weymouth            | 2:1      | Chelmsford City          |
| 27. November 1948 | AFC Workington         | 0:3      | Stockport County         |
| 27. November 1948 | AFC Wrexham            | 0:3      | Oldham Athletic          |
| 27. November 1948 | Yeovil Town            | 4:0      | FC Romford               |
| 27. November 1948 | York City              | 2:1      | FC Runcorn               |
| 4. Dezember 1948  | FC Barnet              | 2:6      | Exeter City              |
| 4. Dezember 1948  | Bradford City          | 4:3      | Doncaster Rovers         |
| 4. Dezember 1948  | Colchester United      | 2:4      | FC Reading               |
| 4. Dezember 1948  | Halifax Town           | 0:0      | Scunthorpe United        |
| 4. Dezember 1948  | Ipswich Town           | 0:3      | FC Aldershot             |
| 4. Dezember 1948  | FC Leytonstone         | 2:1      | FC Watford               |
| 4. Dezember 1948  | FC Rhyl                | 0:2      | FC Scarborough           |
| 4. Dezember 1948  | Southend United        | 1:2      | Swansea Town             |

#### Wiederholungsspiele
| Datum            |                   | Ergebnis |              |
| ---------------- | ----------------- | -------- | ------------ |
| 4. Dezember 1948 | AFC Barrow        | 2:0      | AFC Rochdale |
| 6. Dezember 1948 | Scunthorpe United | 1:0      | Halifax Town |

### Zweite Hauptrunde
| Datum             |                    | Ergebnis |                      |
| ----------------- | ------------------ | -------- | -------------------- |
| 11. Dezember 1948 | FC Aldershot       | 1:0      | FC Chester           |
| 11. Dezember 1948 | Bradford City      | 0:0      | AFC New Brighton     |
| 11. Dezember 1948 | Bristol City       | 3:1      | Swansea Town         |
| 11. Dezember 1948 | Crewe Alexandra    | 3:2      | FC Millwall          |
| 11. Dezember 1948 | FC Darlington      | 1:0      | Leyton Orient        |
| 11. Dezember 1948 | Exeter City        | 2:1      | Hereford United      |
| 11. Dezember 1948 | AFC Gateshead      | 3:0      | Scarborough          |
| 11. Dezember 1948 | Hull City          | 0:0      | FC Reading           |
| 11. Dezember 1948 | FC Leytonstone     | 3:4      | AFC Newport County   |
| 11. Dezember 1948 | Mansfield Town     | 2:1      | Northampton Town     |
| 11. Dezember 1948 | Notts County       | 3:2      | AFC Barrow           |
| 11. Dezember 1948 | Scunthorpe United  | 0:1      | Stockport County     |
| 11. Dezember 1948 | FC Southport       | 2:2      | York City            |
| 11. Dezember 1948 | Torquay United     | 3:1      | Norwich City         |
| 11. Dezember 1948 | FC Walsall         | 4:3      | Gainsborough Trinity |
| 11. Dezember 1948 | Walthamstow Avenue | 2:2      | Oldham Athletic      |
| 11. Dezember 1948 | FC Weymouth        | 0:4      | Yeovil Town          |

#### Wiederholungsspiele
| Datum             |                  | Ergebnis |                    |
| ----------------- | ---------------- | -------- | ------------------ |
| 18. Dezember 1948 | AFC New Brighton | 1:0      | Bradford City      |
| 18. Dezember 1948 | Oldham Athletic  | 3:1      | Walthamstow Avenue |
| 18. Dezember 1948 | FC Reading       | 1:2      | Hull City          |
| 18. Dezember 1948 | York City        | 0:2      | FC Southport       |

### Dritte Hauptrunde
| Datum          |                         | Ergebnis |                      |
| -------------- | ----------------------- | -------- | -------------------- |
| 8. Januar 1949 | FC Arsenal              | 3:0      | Tottenham Hotspur    |
| 8. Januar 1949 | Aston Villa             | 1:1      | Bolton Wanderers     |
| 8. Januar 1949 | FC Barnsley             | 0:1      | FC Blackpool         |
| 8. Januar 1949 | Birmingham City         | 1:1      | Leicester City       |
| 8. Januar 1949 | Blackburn Rovers        | 1:2      | Hull City            |
| 8. Januar 1949 | FC Brentford            | 3:2      | FC Middlesbrough     |
| 8. Januar 1949 | Bristol City            | 1:3      | FC Chelsea           |
| 8. Januar 1949 | FC Burnley              | 2:1      | Charlton Athletic    |
| 8. Januar 1949 | Crewe Alexandra         | 0:2      | AFC Sunderland       |
| 8. Januar 1949 | Derby County            | 4:1      | FC Southport         |
| 8. Januar 1949 | FC Everton              | 1:0      | Manchester City      |
| 8. Januar 1949 | FC Fulham               | 0:1      | FC Walsall           |
| 8. Januar 1949 | AFC Gateshead           | 3:1      | FC Aldershot         |
| 8. Januar 1949 | Grimsby Town            | 2:1      | Exeter City          |
| 8. Januar 1949 | Leeds United            | 1:3      | AFC Newport County   |
| 8. Januar 1949 | Lincoln City            | 0:1      | West Bromwich Albion |
| 8. Januar 1949 | Luton Town              | 3:1      | West Ham United      |
| 8. Januar 1949 | Manchester United       | 6:0      | AFC Bournemouth      |
| 8. Januar 1949 | Newcastle United        | 0:2      | Bradford Park Avenue |
| 8. Januar 1949 | Nottingham Forest       | 2:2      | FC Liverpool         |
| 8. Januar 1949 | Oldham Athletic         | 2:3      | Cardiff City         |
| 8. Januar 1949 | Plymouth Argyle         | 0:1      | Notts County         |
| 8. Januar 1949 | FC Portsmouth           | 7:0      | Stockport County     |
| 8. Januar 1949 | Preston North End       | 2:1      | Mansfield Town       |
| 8. Januar 1949 | Queens Park Rangers     | 0:0      | Huddersfield Town    |
| 8. Januar 1949 | Rotherham United        | 4:2      | FC Darlington        |
| 8. Januar 1949 | Sheffield United        | 5:2      | AFC New Brighton     |
| 8. Januar 1949 | Sheffield Wednesday     | 2:1      | FC Southampton       |
| 8. Januar 1949 | Swindon Town            | 1:3      | Stoke City           |
| 8. Januar 1949 | Torquay United          | 1:0      | Coventry City        |
| 8. Januar 1949 | Wolverhampton Wanderers | 6:0      | FC Chesterfield      |
| 8. Januar 1949 | Yeovil Town             | 3:1      | FC Bury              |

#### Wiederholungsspiele
| Datum           |                   | Ergebnis |                     |
| --------------- | ----------------- | -------- | ------------------- |
| 15. Januar 1949 | Bolton Wanderers  | 0:0      | Aston Villa         |
| 15. Januar 1949 | Huddersfield Town | 5:0      | Queens Park Rangers |
| 15. Januar 1949 | Leicester City    | 1:1      | Birmingham City     |
| 15. Januar 1949 | FC Liverpool      | 4:0      | Nottingham Forest   |
| 17. Januar 1949 | Aston Villa       | 2:1      | Bolton Wanderers    |
| 17. Januar 1949 | Birmingham City   | 1:2      | Leicester City      |

### Vierte Hauptrunde
| Datum           |                    | Ergebnis |                         |
| --------------- | ------------------ | -------- | ----------------------- |
| 29. Januar 1949 | Aston Villa        | 1:2      | Cardiff City            |
| 29. Januar 1949 | FC Brentford       | 1:0      | Torquay United          |
| 29. Januar 1949 | FC Chelsea         | 2:0      | FC Everton              |
| 29. Januar 1949 | Derby County       | 1:0      | FC Arsenal              |
| 29. Januar 1949 | AFC Gateshead      | 1:3      | West Bromwich Albion    |
| 29. Januar 1949 | Grimsby Town       | 2:3      | Hull City               |
| 29. Januar 1949 | Leicester City     | 2:0      | Preston North End       |
| 29. Januar 1949 | FC Liverpool       | 1:0      | Notts County            |
| 29. Januar 1949 | Luton Town         | 4:0      | FC Walsall              |
| 29. Januar 1949 | Manchester United  | 1:1      | Bradford Park Avenue    |
| 29. Januar 1949 | AFC Newport County | 3:3      | Huddersfield Town       |
| 29. Januar 1949 | Portsmouth         | 2:1      | Sheffield Wednesday     |
| 29. Januar 1949 | Rotherham United   | 0:1      | FC Burnley              |
| 29. Januar 1949 | Sheffield United   | 0:3      | Wolverhampton Wanderers |
| 29. Januar 1949 | Stoke City         | 1:1      | FC Blackpool            |
| 29. Januar 1949 | Yeovil Town        | 2:1      | AFC Sunderland          |

#### Wiederholungsspiele
| Datum           |                      | Ergebnis |                      |
| --------------- | -------------------- | -------- | -------------------- |
| 5. Februar 1949 | FC Blackpool         | 0:1      | Stoke City           |
| 5. Februar 1949 | Bradford Park Avenue | 1:1      | Manchester United    |
| 5. Februar 1949 | Huddersfield Town    | 1:3      | AFC Newport County   |
| 7. Februar 1949 | Manchester United    | 5:0      | Bradford Park Avenue |

### Fünfte Hauptrunde
| Datum            |                         | Ergebnis |                    |
| ---------------- | ----------------------- | -------- | ------------------ |
| 12. Februar 1949 | FC Brentford            | 4:2      | FC Burnley         |
| 12. Februar 1949 | Derby County            | 2:1      | Cardiff City       |
| 12. Februar 1949 | Luton Town              | 5:5      | Leicester City     |
| 12. Februar 1949 | Manchester United       | 8:0      | Yeovil Town        |
| 12. Februar 1949 | Portsmouth              | 3:2      | AFC Newport County |
| 12. Februar 1949 | Stoke City              | 0:2      | Hull City          |
| 12. Februar 1949 | West Bromwich Albion    | 3:0      | FC Chelsea         |
| 12. Februar 1949 | Wolverhampton Wanderers | 3:1      | FC Liverpool       |

#### Wiederholungsspiel
| Datum            |                | Ergebnis |            |
| ---------------- | -------------- | -------- | ---------- |
| 19. Februar 1949 | Leicester City | 5:3      | Luton Town |

### Sechste Hauptrunde
| Datum            |                         | Ergebnis |                      |
| ---------------- | ----------------------- | -------- | -------------------- |
| 26. Februar 1949 | FC Brentford            | 0:2      | Leicester City       |
| 26. Februar 1949 | Hull City               | 0:1      | Manchester United    |
| 26. Februar 1949 | FC Portsmouth           | 2:1      | Derby County         |
| 26. Februar 1949 | Wolverhampton Wanderers | 1:0      | West Bromwich Albion |

### Halbfinale
Die ersten beiden Spiele wurden am 26. März 1949 und das Wiederholungsspiel am 2. April 1949 ausgetragen.
|                   | Ergebnis |                         | Ort       |
| ----------------- | -------- | ----------------------- | --------- |
| Leicester City    | 3:1      | FC Portsmouth           | London    |
| Manchester United | 1:1      | Wolverhampton Wanderers | Sheffield |

#### Wiederholungsspiel
|                         | Ergebnis |                   | Ort       |
| ----------------------- | -------- | ----------------- | --------- |
| Wolverhampton Wanderers | 1:0      | Manchester United | Liverpool |

### Finale
| Wolverhampton Wanderers                     | Wolverhampton Wanderers | Leicester City | Leicester City |
| ------------------------------------------- | --- | --- | -------------- |
| Wolverhampton Wanderers                     | \| Finale \| \| Samstag, 30. April 1949 in London (Wembley) \| \| Ergebnis: 3:1 (2:0) \| \| Zuschauer: 98.820 \| \| Schiedsrichter: Reg Mortimer \| \| Spielbericht \|                      | \| Finale \| \| Samstag, 30. April 1949 in London (Wembley) \| \| Ergebnis: 3:1 (2:0) \| \| Zuschauer: 98.820 \| \| Schiedsrichter: Reg Mortimer \| \| Spielbericht \|                  | Leicester City |
| Wolverhampton Wanderers                     | Bert Williams – Roy Pritchard, Terry Springthorpe – Billy Crook, Bill Shorthouse, Billy Wright – Johnny Hancocks, Sammy Smyth, Jesse Pye, Jimmy Dunn, Jimmy Mullen Cheftrainer: Stan Cullis | Gordon Bradley – Ted Jelly, Sandy Scott – Walter Harrison, Norman Plummer, Johnny King – Mal Griffiths, Jack Lee, Jimmy Harrison, Ken Chisholm, Charlie Adam Cheftrainer: Johnny Duncan | Leicester City |
| Wolverhampton Wanderers                     | 1:0 Jesse Pye (13.) 2:0 Jesse Pye (42.) 3:1 Sammy Smyth (64.) | 2:1 Mal Griffiths (47.) | Leicester City |
| Finale                                      | | |                |
| Samstag, 30. April 1949 in London (Wembley) | | |                |
| Ergebnis: 3:1 (2:0)                         | | |                |
| Zuschauer: 98.820                           | | |                |
| Schiedsrichter: Reg Mortimer                | | |                |
| Spielbericht                                | | |                |